# سمفونی شماره ۷ (مالر)
سمفونی شماره ۷ (آلمانی: Lied der Nacht) عنوان هفتمین سمفونی از مصنف برجسته گوستاو مالر است که میان سال‌های ۱۹۰۴ تا ۱۹۰۵ میلادی کار تصنیف آن به پایان رسید. این سمفونی در گام می مینور نوشته شده است و دارای ۵ موومان است